# Varennes-sur-Tèche
Varennes-sur-Tèche – miejscowość i gmina we Francji, w regionie Owernia-Rodan-Alpy, w departamencie Allier.

## Demografia
Według danych na rok 1990 gminę zamieszkiwało 236 osób, a gęstość zaludnienia wynosiła 13 osób/km². W styczniu 2015 r. Varennes-sur-Tèche zamieszkiwały 263 osoby, przy gęstości zaludnienia wynoszącej 14,5 osób/km².